# Pays de la Mer (Mésopotamie)
Sauf précision contraire, les dates de cet article sont sous-entendues « avant l'ère commune » (AEC), c'est-à-dire « avant Jésus-Christ ».

Le Pays de la Mer

Le Pays de la Mer (en akkadien māt tāmti(m), en sumérien kur.un.ab.ba) désigne la région marécageuse qui s'étendait au nord du golfe Persique  formée par les limons du Tigre  et de l'Euphrate, à l'extrême sud de la Mésopotamie, et qui formait parfois un État indépendant. C'est la traduction littérale de l'akkadien māt tāmti(m).
Bien qu'il y ait eu de  nombreuses discussions sur la localisation précise du littoral dans l'antiquité, les hypothèses les plus solides sont que la région a été en grande partie abandonnée sous l'eau dans les temps historiques. Il est établi qu'à partir de 2000 avant J.-C., des terres, qui sont aujourd'hui submergées, étaient habitées et formaient  une région faite de dépôts alluviaux, de rivières, de marais et de lacs comme les actuels Pays-Bas et possédant un climat méditerranéen sec. Les marécages alternaient donc avec des steppes sèches. Les pluies qui tombaient en hiver ne suffisaient pas à l'agriculture et nécessitaient une irrigation complémentaire. 
La zone était assez difficile d'accès, mais contrôlait les routes commerciales de la Mésopotamie vers le golfe Persique et plusieurs pays outre-mer : Dilmun, Magan et Meluhha.
Le Pays de la Mer a longtemps été un royaume indépendant. Les listes royales donnent ainsi à la première dynastie du Pays de la Mer 368 ans, divisés en onze rois dont nous ne savons pas grand-chose. Indépendamment de cela, les noms de deux autres rois ont été trouvés sur des tablettes. La dynastie est devenue bala ŠEŠ. ḪA ou bala ŠEŠ.kù.ki et son fondateur, Ili-ma-AN était un contemporain de Samsu-Iluna (1749-1712) et Abi-eshuh (1711-1684). La capitale s'appelait probablement Uruku ou E'uruku. On a émis l'hypothèse que cela aurait pu être Lagash. Dans le chaos qui suivit le pillage de Babylone par les Hittites en 1595 av. J.-C., l'un des rois qui régna sur Babylone, probablement pendant une courte période de temps avant que le pouvoir ne passe à la dynastie Kassite, aurait tenté de soumettre le Pays de la Mer. On attribue à Ulam-Buriash cette opération. On retrouvé à Dilmun (Bahreïn) des témoignages datant d'Agum III, un roi kassite, de sorte qu'il est possible que ce dernier ait aussi, plus tard, contrôlé le Pays de la Mer.
À l'époque de Nazi-Maruttash (1307-1282) de Karduniash, la région était en tout cas fermement aux mains des Kassites. Une tablette datée de sa seizième année de règne a été trouvée à Tell Kirbasi, du côté sud du lac Al-Hammar, à environ 30 km à l'ouest de Bassorah. À cette époque, la région était particulièrement importante en matière d'élevage.
En 1026 av. J.-C., la région retrouva son indépendance pendant 21 ans avec Simbar-shipak, et ses deux successeurs immédiats, ce qu'on nomme la seconde dynastie du Pays de la Mer. Plus tard dans l'histoire, la région se retrouva aussi parfois en révolte. À l'époque néo-assyrienne, la région était habitée par une importante tribu de Chaldée, Bit-Yakin. Les rois assyriens durent régulièrement les combattre. À l'époque néo-babylonienne, elle devint une province, au moins jusqu'à la fin de Nabuchodonosor II, et Cambyse II en fit à nouveau une province.

## Source
- (nl) Cet article est partiellement ou en totalité issu de l’article de Wikipédia en néerlandais intitulé « Zeeland (Mesopotamië) » (voir la liste des auteurs).